# Hugo II van Thouars
Hugo II van Thouars (circa 1285 - 11 maart 1333) was van 1332 tot aan zijn dood burggraaf van Thouars. Hij behoorde tot het huis Thouars.

## Levensloop
Hugo II was de tweede zoon van burggraaf Gwijde II van Thouars uit diens huwelijk met Margaretha van Brienne, dochter van graaf Jan I van Eu.
Hij was heer van Pouzauges, Tiffauges en Mauléon en volgde in 1332 zijn oudere broer Jan I op als burggraaf van Thouars. Hij vervulde deze functie amper tien maanden, aangezien hij in maart 1333 overleed. Normaal gezien had zijn zoon Hugo hem moeten opvolgen, maar deze laatste stierf enkele maanden later. Het was zijn neef Lodewijk I die hem opvolgde.

## Huwelijken en nakomelingen
In 1302 huwde hij met Isabella van Noyers, vrouwe van Aubeterre en dochter van heer Miles V van Moyers. Ze kregen zeven kinderen:
- Wouter, heer van Tiffauges, huwde met Johanna, dochter van heer Peter I van Amboise
- Hugo III (overleden in 1334), burggraaf van Thouars (niet erkend)
- Jan (overleden rond 1337), huwde met Johanna van Matha
- Miles (overleden in 1378), huwde met Johanna van Rochecouart
- Amalrik, heer van Montveryen en La Chapelle Saint-Pierre, huwde met Margaretha van Chevreuse
- Reinoud (overleden in 1352), bisschop van Luçon
- Maria, huwde met heer Robert van Matha

Zijn tweede echtgenote was Johanna van Baucay (overleden in 1333), dochter van heer Gwijde II van Baucay. Ze kregen twee kinderen:
- Guiart (overleden in 1346), sneuvelde in de Slag bij Crécy
- Eleonora (overleden in 1333), huwde met heer Gerard van Machecoul